# Gephyromantis mafy
A Gephyromantis mafy   a kétéltűek (Amphibia) osztályába és  a békák (Anura) rendjébe aranybékafélék (Mantellidae) családjába tartozó faj.

## Előfordulása
Madagaszkár endemikus faja. A sziget középső-északkeleti részén, a Vohimena közelében, az Alaotra-tó északkeleti csúcsán 1000 m-es tengerszint feletti magasságban, párás esőerdőkben honos.

## Természetvédelmi helyzete
A vörös lista a súlyosan veszélyeztetett fenyegetett fajok között tartja nyilván. 